# Britisch-russische Beziehungen

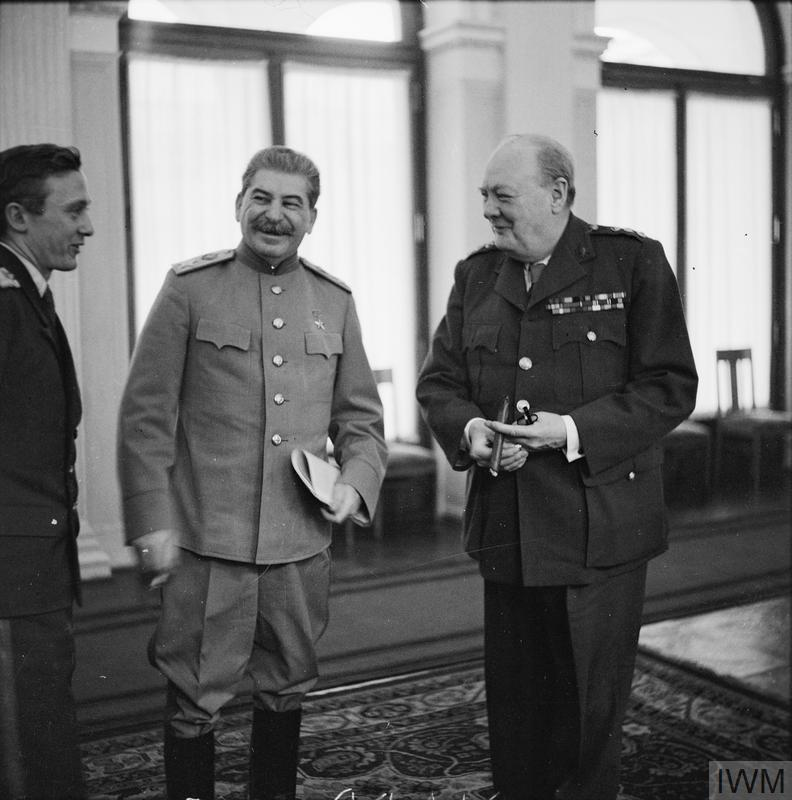
Josef Stalin mit Winston Churchill (1945)

Die britisch-russischen Beziehungen gehen auf das 16. Jahrhundert zurück. Die Qualität der bilateralen Beziehungen war in den ersten Jahrhunderten von den geopolitischen Verhältnissen in Europa abhängig und schwankten zwischen Kooperation und Rivalität. Anfang des 19. Jahrhunderts waren beide Staaten Verbündete gegen Napoleon Bonaparte. Im Krimkrieg der 1850er Jahre waren sie Antagonisten, und in der zweiten Hälfte des 19. Jahrhunderts lieferten sie sich einen intensiven Wettbewerb um die Vorherrschaft in Zentralasien, welcher als The Great Game bekannt wurde. Bereits im 19. Jahrhundert wurde England und insbesondere die Stadt London ein beliebtes Ziel für politische Dissidenten, Flüchtlinge und wohlhabende Exilanten aus der russischsprachigen Welt. Im Ersten Weltkrieg sowie im Zweiten Weltkrieg waren Großbritannien und Russland bzw. die Sowjetunion Verbündete, kämpften allerdings an verschiedenen Fronten. Mit dem Beginn des Kalten Krieges begannen die Beziehungen sich zu verschlechtern, da beide Seiten auf entgegengesetzten Seiten des von Winston Churchill proklamierten Eisernen Vorhangs standen und entgegengesetzte ideologische Positionen vertraten. Erst in der Amtszeit von Michail Gorbatschow verbesserte sich das Verhältnis wieder. Nach dem Zerfall der Sowjetunion gestalteten sich die Beziehungen zur Russischen Föderation, dem Nachfolgestaat der UdSSR, anfangs freundschaftlich und russische Oligarchen begannen im großen Stil ihr Kapital in Großbritannien anzulegen.
Die politische Tauwetterperiode zwischen beiden Staaten endete allerdings in der Amtszeit von Wladimir Putin, als die Beziehungen von mehreren Ereignissen wie den Vergiftungen von Alexander Litwinenko 2006 und Sergei Skripal 2018 negativ beeinflusst wurden. Die russische Annexion der Krim, der Krieg im Donbas und der Russischer Überfall auf die Ukraine 2022 führten zu einem endgültigen Bruch zwischen beiden Staaten. Im Rahmen des russischen Angriffskrieges gehörte das Vereinigte Königreich zu den Staaten, welche Sanktionen gegen Russland verhängten und russisches Vermögen beschlagnahmten. Im Gegenzug wurde das Land dafür von Russland auf die Liste unfreundlicher Länder gesetzt.

## Geschichte

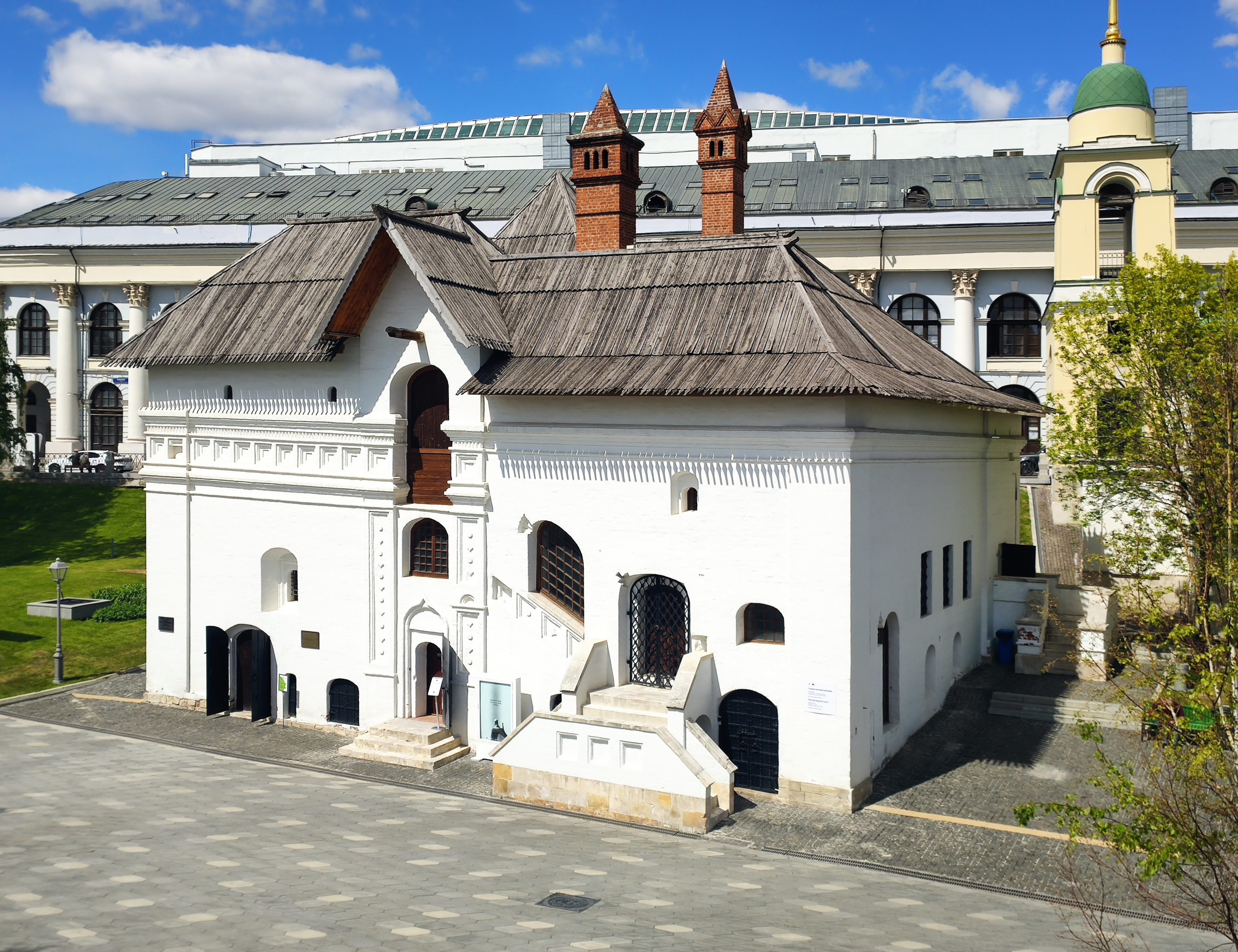
Ehemaliger Sitz der Muscovy Company in Moskau

Das Königreich England und das Zarentum Russland nahmen 1553 Beziehungen auf, als der englische Seefahrer Richard Chancellor in Archangelsk eintraf – zu dieser Zeit regierte Maria I. in England und Iwan der Schreckliche in Russland. Chancellor etablierte zwei Jahre später die Muscovy Company, die den Handel zwischen den beiden Staaten abwickelte und bis 1698 über ein Handelsmonopol verfügte. Nach der Hinrichtung von Karl I. suspendierte Zar Alexei I. im Jahre 1649 alle englischen Händler und Staatsbürger in Russland, da ihn die Auflehnung gegen den englischen Monarchen verärgert hatte. Die Beziehungen verbesserten sich Ende des 17. Jahrhunderts wieder durch die Europareise von Zar Peter dem Großen, der England für drei Monate bereiste. Hier lernte er die damals modernsten Technologien kennen, insbesondere in Bezug auf Schiffe und Navigation. Die von Peter eingeleitete Westorientierung führte zu intensiveren Beziehungen mit dem Königreich Großbritannien (ab 1801 Vereinigtes Königreich von Großbritannien und Irland). In den 1720er Jahren lud Peter britische Ingenieure in seine neu errichtete Hauptstadt St. Petersburg ein, was dazu führte, dass sich ab 1730 eine kleine, aber wirtschaftlich einflussreiche anglo-russische Kaufmannsgemeinde im Ausland bildete. Während der verschiedenen europäischen Kriege des 18. Jahrhunderts waren die beiden Reiche mal Verbündete und mal Feinde. Im Österreichischen Erbfolgekrieg (1740–1748) kämpften die beiden Staaten auf der gleichen Seite, im Siebenjährigen Krieg (1756–1763) jedoch auf entgegengesetzten Seiten, obwohl sie zu keinem Zeitpunkt in den Kampf zogen. Eine erste Krise ereignete sich durch die russischen Expansionen auf der Krim in den 1780er Jahren auf Kosten der osmanischen Verbündeten der Briten.
Der Ausbruch der Französischen Revolution und die damit einhergehenden Kriege vereinten vorübergehend das konstitutionelle Großbritannien und das autokratische Russland in einer gemeinsamen Allianz gegen den französischen Republikanismus. Eine gemeinsame russisch-britische Invasion der revolutionären Batavischen Republik scheiterte 1799 allerdings während des Zweiten Koalitionskriegs. Nach der schweren russischen Niederlage in der Schlacht bei Friedland war Russland gezwungen, der Kontinentalsperre Napoleons beizutreten, das jeglichen Handel mit Großbritannien ausschloss. In der Folge traten beide Länder für einige Jahre in einen begrenzten Kriegszustand ein, obwohl keine der beiden Seiten aktiv Operationen gegen die jeweils andere Seite verfolgte. Die Briten unterstützen Russland während der französischen Invasion 1812 finanziell und materiell und beide Länder verpflichteten sich zu kämpfen, bis Napoleon besiegt sei. Nach der französischen Niederlage beteiligten sich beide Staaten an der Neuordnung Europas auf dem Wiener Kongress.

Schlacht im Krimkrieg

Ab 1820 führten geopolitische Streitigkeiten zu einer allmählichen Verschlechterung der anglo-russischen Beziehungen. Die Stimmung in der britischen Bevölkerung wurde immer feindseliger gegenüber Russland, und es herrschte große Sorge um die Sicherheit der britischen Herrschaft in Indien. Dies führte zu einer lang anhaltenden Rivalität in Zentralasien. Ein weiterer Streitpunkt war die Orientalische Frage und das durch den Rückzug des Osmanischen Reiches entstehende Machtvakuums in Osteuropa. Russland war vor allem daran interessiert, einen Warmwasserhafen zu bekommen, der seine Seemacht stärken würde. Das Ziel war, einen Zugang zum Mittelmeer über das Schwarze Meer zu bekommen, was einen Zugang durch die von den Osmanen kontrollierten Bosporus-Meerenge bedeutet hätte. Der russische Druck auf das Osmanische Reich hielt an, sodass Großbritannien und Frankreich sich mit den Osmanen verbündeten und sich im Krimkrieg (1853–1856) erfolgreich gegen Russlands Expansion zur Wehr setzten. Die verbreitete Russophobie trug dazu bei, dass die britische Bevölkerung den Konflikt in der Ferne unterstützte. Die öffentliche Meinung in Großbritannien, insbesondere die der Whigs, unterstützte auch die polnischen Revolutionäre, die sich nach dem Novemberaufstand von 1830 gegen die russische Herrschaft in Polen wehrten. Trotz der Sympathie der britischen Öffentlichkeit griffen die Briten allerdings nicht ein, als die Russen polnische Aufstände in den 1860er Jahren niederschlugen.
Die im 19. Jahrhundert aufkommenden nationalliberalen Bewegungen wie die Revolutionen 1848/1849 sahen die russischen Zaren als Bedrohung an und bekämpften sie rigoros. Die Russen halfen Österreich bei der Niederschlagung des liberalen ungarischen Aufstandes 1849, sehr zum Missfallen der Briten. Dadurch verstärkte sich der ideologische Gegensatz mit dem liberalen Britannien. Die zeitgenössische Berichterstattung in der britischen Presse von oft nicht der Landessprache mächtigen Korrespondenten in Russland war überwiegend negativ und betonte die Differenzen zwischen beiden Kulturen. Dadurch erhielt Russland das Image eines barbarischen und reaktionären Reiches in der britischen Öffentlichkeit und die Berichterstattung verschärfte die Spannungen zwischen beiden Ländern. Gleichzeitig wurde London zu einem Zufluchtsort für antizaristische russische Dissidenten. So publizierten Alexander Herzen und Nikolai Ogarjow in London liberale und zensurfreie politische Zeitschriften. Die Zeitschriften wurden von der Freien russischen Presse herausgegeben, die Herzen 1853 gegründet hatte. Finanziert wurden sie durch Mittel, die Herzen mithilfe seiner Bankiers, der Pariser Filiale der Familie Rothschild, aus Russland ins Ausland geschafft hatte. Später wurde London die Heimat von Mitgliedern der sozialrevolutionären Narodnaja Wolja, welche von britischen Sozialisten und Nonkonformisten unterstützt wurde.

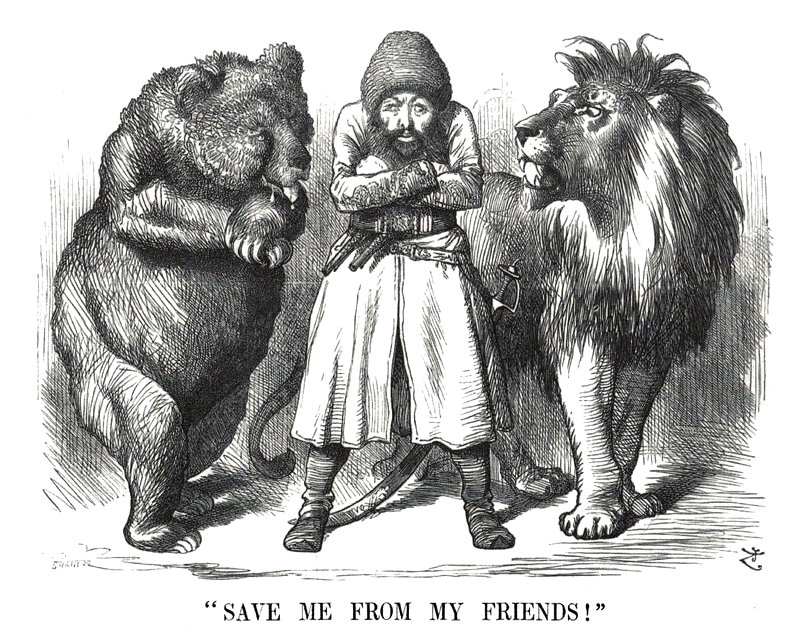
Das Große Spiel: der afghanische Emir Sher Ali mit seinen „Freunden“ Russland und Großbritannien.
(Text: „Beschütze mich vor meinen Freunden.“)

Im Jahr 1874 ließen die Spannungen nach, als der zweite Sohn von Königin Victoria, Prinz Alfred, Marija Alexandrowna Romanowa, die einzige Tochter von Zar Alexander II., heiratete, gefolgt von einem herzlichen Staatsbesuch des Zaren. Das Wohlwollen währte jedoch nur drei Jahre, als der Konflikt um Zentralasien die beiden Nationen erneut an den Rand eines Krieges brachte. 1885 annektierte Russland im Panjdeh-Zwischenfall einen Teil Afghanistans und löste damit Kriegsangst aus. Nachdem die russische Eroberung Zentralasiens fast abgeschlossen war, nahmen die Russen eine afghanische Grenzfestung ein. Da Großbritannien eine Bedrohung für seine Herrschaft in Indien sah, drohte ein Krieg, doch beide Seiten machten einen Rückzieher und die Angelegenheit konnte auf diplomatischem Wege geregelt werden. Das Pamirgebirge wurde als Grenze für die russische Expansion festgelegt und 1887 wurde eine Pufferzone zwischen den beiden Großreichen vereinbart. Kooperativer als in Europa und in Zentralasien gestalteten sich dagegen die anglo-russischen Beziehungen in Ostasien. Beide Staaten kooperierten als Teil der Vereinigten acht Staaten bei der imperialistischen Unterwerfung der Qing-Dynastie in China und der Niederschlagung des Boxeraufstandes (1899–1901). Nachdem die Briten 1902 ein Bündnis mit dem Japanischen Kaiserreich abgeschlossen hatten, blieben sie im Russisch-Japanischen Krieg (1904–1905) dennoch neutral.
Mit dem Beginn des 20. Jahrhunderts wurde die Diplomatie heikel. Russland war durch die 1904 unterzeichnete Entente Cordiale zwischen Großbritannien und Frankreich beunruhigt. Russland und Frankreich hatten bereits ein gegenseitiges Verteidigungsabkommen geschlossen, das Frankreich verpflichtete, Großbritannien mit einem Angriff zu drohen, falls es Russland den Krieg erklärte. Die Lösung bestand darin, Russland in das britisch-französische Bündnis einzubinden. Mit der Anglo-Russischen Entente und der Anglo-Russischen Konvention von 1907 wurden beide Länder Teil der Triple Entente. Die Konvention beendete die langjährige Rivalität in Zentralasien und ermöglichte den beiden Ländern, die Deutschen einzudämmen, die drohten, Berlin und Bagdad mit einer neuen Eisenbahnlinie zu verbinden, die das Osmanische Reich an das Deutsche Kaiserreich binden würde. Das Abkommen beendete den langen Streit um Persien. Die Briten versprachen, sich aus der nördlichen Hälfte herauszuhalten, während Russland Südpersien als Teil der britischen Einflusssphäre anerkannte. Russland versprach außerdem, sich aus Tibet und Afghanistan herauszuhalten. Im Gegenzug gewährte London Kredite und eine gewisse politische Unterstützung.
Im Sommer 1914 griff Österreich-Ungarn Serbien an. Russland kam Serbien und Deutschland Österreich zu Hilfe und es kam zum Krieg zwischen Russland und Deutschland und Frankreich unterstützte Russland. Großbritannien verhielt sich neutral, bis Deutschland Frankreich über das neutrale Belgien angriff. Großbritannien erklärte den Krieg und verbündete sich mit Frankreich und Russland gegen Deutschland und Österreich. Das Bündnis hielt an, bis die Februarrevolution 1917 in Russland Zar Nikolaus II. und die russische Monarchie stürzte. Als die Bolschewiki unter Lenin im November die Macht übernahmen, schlossen sie einen Separatfrieden mit Deutschland – der Vertrag von Brest-Litowsk war de-Facto eine Kapitulation mit massiven Gebietsverlusten. Russland brach alle diplomatischen und Handelsbeziehungen zu Großbritannien ab und verweigerte die Begleichung aller Schulden gegenüber London und Paris.

### Britisch-sowjetische Beziehungen
Den Austritt der Sowjets aus dem Ersten Weltkrieg wurde von den Alliierten als Verrat angesehen und die Sowjets waren den Briten als der damals größten Imperialmacht feindlich gesinnt. 1920 rief Grigori Jewsejewitsch Sinowjew in Baku zu einem heiligen Krieg gegen den britischen Imperialismus auf. Die Briten unterstützten die antibolschewistischen Kräfte während des russischen Bürgerkriegs, doch diese verloren den Krieg, und Großbritannien nahm 1921 die Handelsbeziehungen wieder auf, womit die Bolschewisten de-Facto von den Briten anerkannt wurden. Am 1. Februar 1924 erkannte Großbritannien die Union der Sozialistischen Sowjetrepubliken (auch UdSSR oder Sowjetunion genannt) auch formell an. Die diplomatischen Beziehungen zwischen den beiden Ländern wurden Ende Mai 1927 nach einer Polizeirazzia bei der All Russian Co-operative Society abgebrochen, woraufhin der konservative britische Premierminister Stanley Baldwin dem Unterhaus entzifferte sowjetische Telegramme vorlegte, die sowjetische Spionageaktivitäten belegten. Unter Ramsay MacDonald wurden die diplomatischen Beziehungen schließlich wieder aufgenommen. Tatsächlich gelang den Sowjets mithilfe von kommunistischen Sympathisanten der Cambridge Five bald darauf eine tiefgehende Infiltration der britischen Regierung.

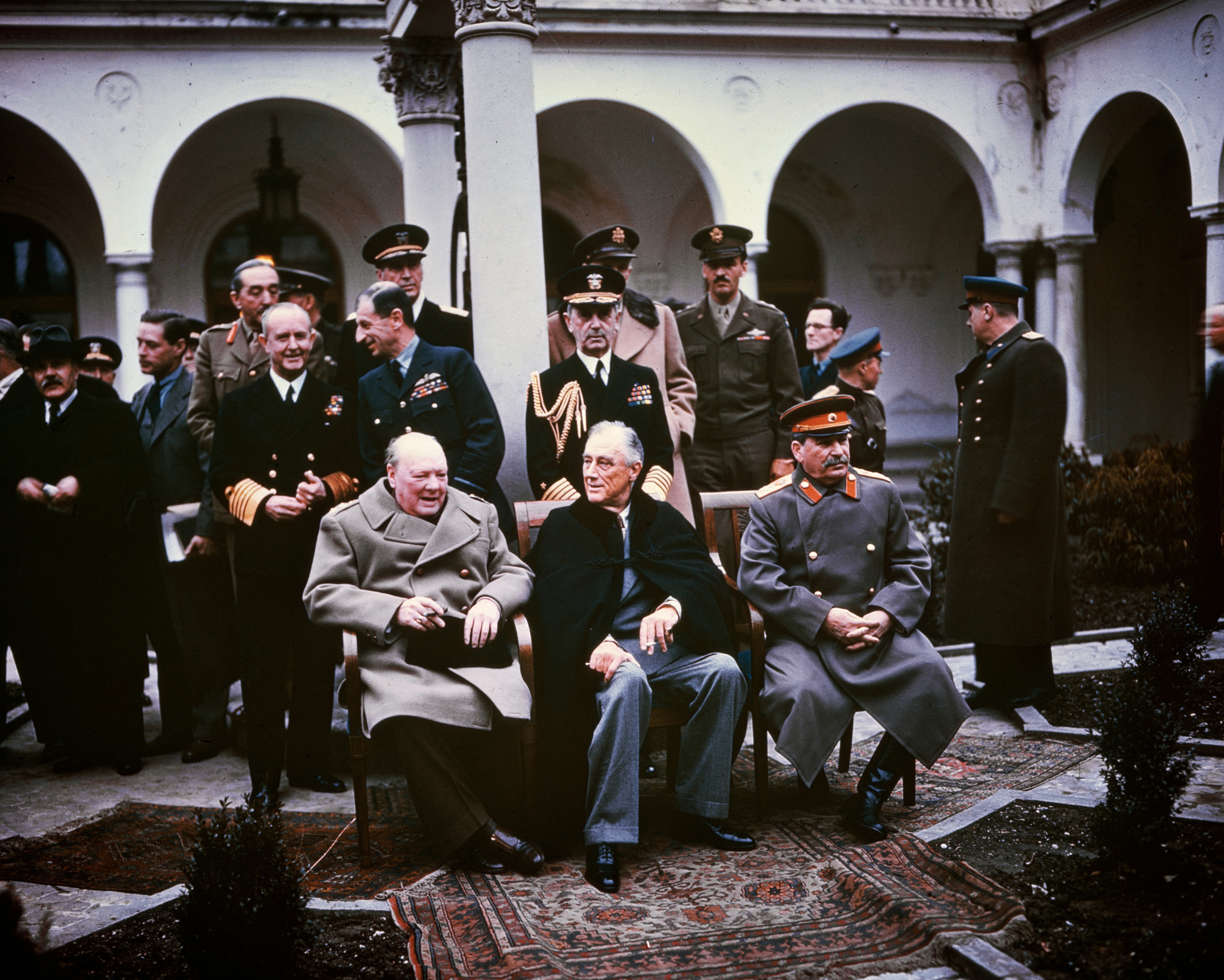
Konferenz von Jalta (1945)

Der Aufstieg Adolf Hitlers stellte beide Länder ab 1933 vor große Herausforderungen. Die UdSSR und NS-Deutschland unterzeichneten Ende August 1939 einen Nichtangriffspakt, der den Sowjets die Kontrolle über etwa die Hälfte Osteuropas zusicherte. Deutschland marschierte am 1. September in Polen ein, womit der Zweite Weltkrieg begann. Die Sowjets begannen sechzehn Tage später den Osten Polens zu besetzen. Viele Mitglieder der Kommunistischen Partei in Großbritannien und ihre Sympathisanten waren empört und traten aus, wobei einige weiterhin als Spione die britischen Kriegsanstrengungen sabotierten. Die UdSSR lieferte Erdöl an die Deutschen und unterstützte damit die deutschen Kriegsanstrengungen gegen die Briten. Im Juni 1941 begann Deutschland die Operation Barbarossa und griff die UdSSR an. Großbritannien und die UdSSR schlossen im folgenden Monat mit dem Anglo-Sowjetischen Abkommen ein Bündnis. Beide Mächte unterstützen sich gegenseitig und der anglo-sowjetische Einmarsch in den Iran im August stürzte den mit den Deutschen sympathisierenden Reza Schah und bewahrte die iranischen Ölfelder davor, in die Hände der Achsenmächte zu fallen. Auf der Konferenz von Jalta trafen sich die Staatschefs der USA, des Vereinigten Königreichs und der UdSSR im Februar 1945 und vereinbarten die Aufteilung Deutschlands und diskutierten die Einteilung Europas in Einflusssphären in der Nachkriegszeit.
Nach dem Ende des Zweiten Weltkriegs verschlechterten sich die Beziehungen zwischen der Sowjetunion und den Westmächten rasch. Der ehemalige britische Premierminister Winston Churchill verkündete in einem berühmten Ausspruch, dass sich durch die sowjetische Besetzung Osteuropas nach dem Zweiten Weltkrieg „von der Ostsee bis zum Mittelmeer ein Eiserner Vorhang auf Europa herabgesenkt habe“. Während des darauf folgenden Kalten Krieges waren die Beziehungen generell angespannt, was durch Spionage und andere verdeckte Aktivitäten deutlich wurde. 1978 ermordete der bulgarische Geheimdienst mit Unterstützung des KGB mutmaßlich den bulgarischen Dissidenten Georgi Markow in einem Aufsehen erregenden Regenschirmattentat in London. Die britische Premierministerin Margaret Thatcher verfolgte in den 1980er Jahren gemeinsam mit Ronald Reagan eine starke antikommunistische Politik, die im Gegensatz zur Entspannungspolitik der 1970er Jahre stand. Dies brachte ihr die Bezeichnung als Eiserne Lady durch die Sowjets ein. Während des sowjetisch-afghanischen Krieges leisteten die Briten verdeckte militärische Unterstützung und lieferten Waffen und Nachschub an die afghanischen Mudschaheddin. Die britisch-sowjetischen Beziehungen verbesserte sich erheblich, als Michail Gorbatschow 1985 in der Sowjetunion an die Macht kam und die Perestroika einführte, welche letztlich den Zerfall der Sowjetunion einleitete.

### Nach dem Kalten Krieg

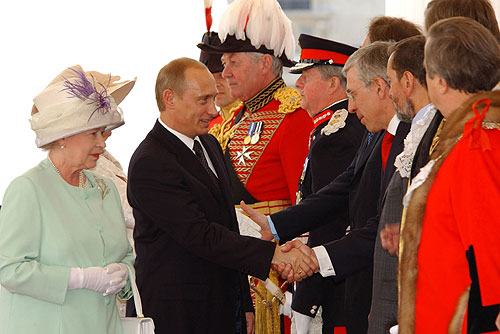
Wladimir Putin und Elisabeth II. (2003)

Mit dem Ende der Sowjetunion blieben die Beziehungen zwischen Russland und dem Vereinigten Königreich warm. Im Oktober 1994 stattete Königin Elisabeth II. Russland einen historischen Staatsbesuch ab und betrat damit als erster amtierender britischer Monarch russischen Boden. Um der in Russland herrschenden Rechtsunsicherheit zu entgehen, siedelten sich ab den 1990er Jahren viele in den post-sowjetischen Privatisierungen reich gewordene russische Geschäftsleute in London an und investierten große Summe in den örtlichen Immobiliensektor. Bei der Zusammenarbeit mit den Oligarchen wurde britischen Behörden dabei vorgeworfen, Geldwäschebestimmungen absichtlich ineffektiv gestaltet und durchgesetzt zu haben. Der Amtsantritt von Wladimir Putin um die Jahrtausendwende belastete die Beziehungen anfangs nicht und 2003 besuchte Putin als erster Regierungschef seit 1874 Großbritannien. Obwohl es Meinungsverschiedenheiten hinsichtlich des Tschetschenienkrieges und des Irakkriegs gab, wurden die Beziehungen weiter intensiviert. Die Handels- und Wirtschaftsbeziehungen zwischen beiden Ländern wurden ausgeweitet und im Jahr 2003 investierte British Petrol in Russlands Erdölsektor. Irritationen zwischen beiden Ländern kamen auf, als Großbritannien sich weigerte, den Oligarchen Boris Beresowski und den tschetschenischen Separatisten Achmed Sakajew an Russland auszuliefern, welche beide politisches Asyl erhielten. Ende 2006 wurde der ehemalige FSB-Offizier Alexander Litwinenko in London mit dem radioaktiven Metall Polonium-210 vergiftet und starb drei Wochen später. Als sich jetzt Russland weigerte, Verdächtige an die Briten auszuliefern, wiesen diese vier russische Diplomaten aus.
Durch den Kaukasuskrieg 2008 und die Russische Annexion der Krim 2014 verschlechterten sich die Beziehungen weiter. Im März 2014 setzte das Vereinigte Königreich die gesamte militärische Zusammenarbeit mit Russland aus und stoppte alle bestehenden Lizenzen für direkte Militärexporte nach Russland. Im September 2014 verhängte die EU weitere Sanktionsrunden, die sich gegen die russische Banken- und Ölindustrie sowie gegen hohe Beamte richteten. Russland reagierte daraufhin mit dem Stopp von Lebensmittelimporten aus dem Vereinigten Königreich und anderen Ländern, die Sanktionen verhängt hatten. Premierministerin Theresa May bezeichnete Russland als den „Hauptakteur unter denjenigen, die heute versuchen, die offenen Volkswirtschaften und freien Gesellschaften zu untergraben, denen Großbritannien verpflichtet sei“ und warf dem Land vor den Westen destabilieren zu wollen und sich in freie Wahlen einzumischen. Im März 2018 verschlechterten sich die Beziehungen zwischen den beiden Ländern infolge des Giftanschlags auf Sergej und Julia Skripal in Salisbury noch weiter, und beide Länder wiesen jeweils 23 Diplomaten aus und ergriffen weitere Strafmaßnahmen gegeneinander. Nach dem russischen Überfall auf die Ukraine 2022 wandte sich der britische Premierminister Boris Johnson in russischer Sprache an die russische Öffentlichkeit und verurteilte den Angriffskrieg. In Reaktion auf den Krieg gehörte Großbritannien zu den Ländern, die schärfste Sanktionen gegen Russland verhängten und die Ukraine diplomatisch, wirtschaftlich und militärisch unterstützten. Das Vermögen von russischen Oligarchen im Land in Höhe von 18 Milliarden Pfund Sterling wurde von der britischen Regierung eingefroren.

## Spionage
Die beiden Länder haben eine gemeinsame Geschichte intensiver gegenseitiger Spionageaktivitäten, wobei es der Sowjetunion in den 1930er bis 1950er Jahren gelang, in die höchsten Ränge des britischen Geheimdienstes und des Sicherheitsapparates einzudringen, während die Briten gleichzeitig während des gesamten Zeitraums, einschließlich der 1990er Jahre, hochrangige russische Geheimdienstoffiziere kooptierten, wobei britische Spione wie Sergej Skripal, die innerhalb des russischen Geheimdienstes tätig waren, umfangreiche Informationen über ihre in ganz Europa tätigen Geheimdienstagenten weitergaben. London war während des Kalten Krieges Schauplatz einiger spektakulärer Aktionen mit mutmaßlicher KGB-Beteiligung, darunter dem Regenschirmattentat.
Im Juni 2010 erklärten Beamte des britischen Geheimdienstes, dass die russische Spionagetätigkeit im Vereinigten Königreich wieder das Niveau des Kalten Krieges erreicht habe und dass der MI5 seit einigen Jahren seine Spionageabwehrkapazitäten gegen die Russen ausbaue. Die Giftanschläge auf Alexander Litwinenko und Sergej und Julia Skripal wurden mutmaßlich vom russischen Staat verübt und führten zu Spannungen zwischen beiden Ländern.
Im Januar 2012 gab Jonathan Powell, der Stabschef von Premierminister Tony Blair, im Jahr 2006 zu, dass Großbritannien hinter einer Verschwörung zur Ausspähung Russlands mit einem in einem gefälschten Stein versteckten Gerät steckte, was 2006 entdeckt wurde und später von den russischen Behörden publik gemacht wurde. Er gab an: „Offensichtlich wussten sie seit einiger Zeit davon und hatten es für einen politischen Zweck aufgespart.“ Im Jahr 2006 brachte der russische Geheimdienst FSB den Fall mit verdeckten Zahlungen britischer Geheimdienstagenten an Nichtregierungsorganisationen in Russland in Verbindung; kurz darauf führte Präsident Wladimir Putin ein Gesetz ein, das die Regeln für die Finanzierung von Nichtregierungsorganisationen in Russland verschärfte.

## Kulturelle Beziehungen

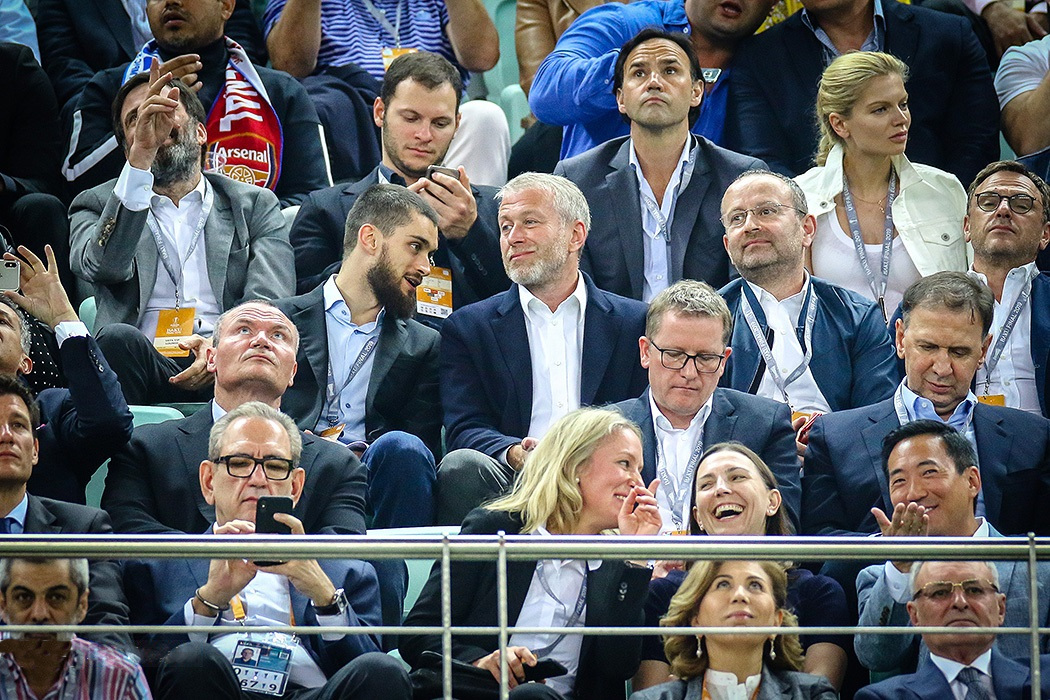
Roman Abramowitsch (in der Mitte) beim UEFA-Europa-League-Finale (2019)

Die Kulturbeziehungen zwischen beiden Ländern standen häufig im Schatten der politischen Beziehungen. Nach den größtenteils negativen Darstellungen der russischen Nation und Kultur blühte im Großbritannien des frühen 20. Jahrhunderts die Russophilie auf, die auf der Popularität russischer Schriftsteller wie Lew Tolstoi und Fjodor Dostojewski und der Sympathie für die russischen Bauern beruhte. Im frühen 20. Jahrhundert prägten russische Avantgarde-Künstler wie Kasimir Malewitsch und Wassily Kandinsky die britische Kunstszene. Darüber hinaus trug der Besuch des Bolschoi-Balletts in Großbritannien im Jahr 1956 während des Kalten Krieges dazu bei, die Popularität des russischen Balletts im Vereinigten Königreich zu festigen. Bedeutende Schriftsteller, Künstler und Dissidenten aus dem Russischen Reich und später der UdSSR, welche sich in ihrer Heimat oft politischer Verfolgung ausgesetzt sahen, wirkten in Großbritannien. Nach dem Ende des Kalten Krieges intensivierten sich die kulturellen und persönlichen Kontakte zwischen beiden Ländern und die seit dem 19. Jahrhundert bestehende russische Gemeinde in London wuchs deutlich an. Die zahlreichen russischen Mitglieder der Londoner High Society haben der Stadt die Bezeichnung Londongrad eingebracht.
Die geopolitischen Spannungen zwischen den beiden Ländern sind jedoch in den letzten Jahren wieder aufgeflammt, insbesondere nach der Annexion der Krim durch Russland 2014. Dies hat zu einer Abkühlung der kulturellen Beziehungen geführt, wobei einige kulturelle Projekte und Initiativen auf Eis gelegt wurden. Nach dem russischen Angriff auf die Ukraine wurde im großen Stil gegen russische Oligarchen vorgegangen, die bedeutende Investments im Vereinigten Königreich halten. So musste der Oligarch Roman Abramowitsch seine Anteile an dem englischen Fußballverein FC Chelsea für 4,25 Milliarden Pfund verkaufen. Die Kaufsumme ging an die Kriegsopfer in der Ukraine.

## Diplomatische Standorte
- Russland hat eine Botschaft in London und ein Generalkonsulat in Edinburgh.
- Das Vereinigte Königreich hat eine Botschaft in Moskau und ein Generalkonsulat in Jekaterinburg.

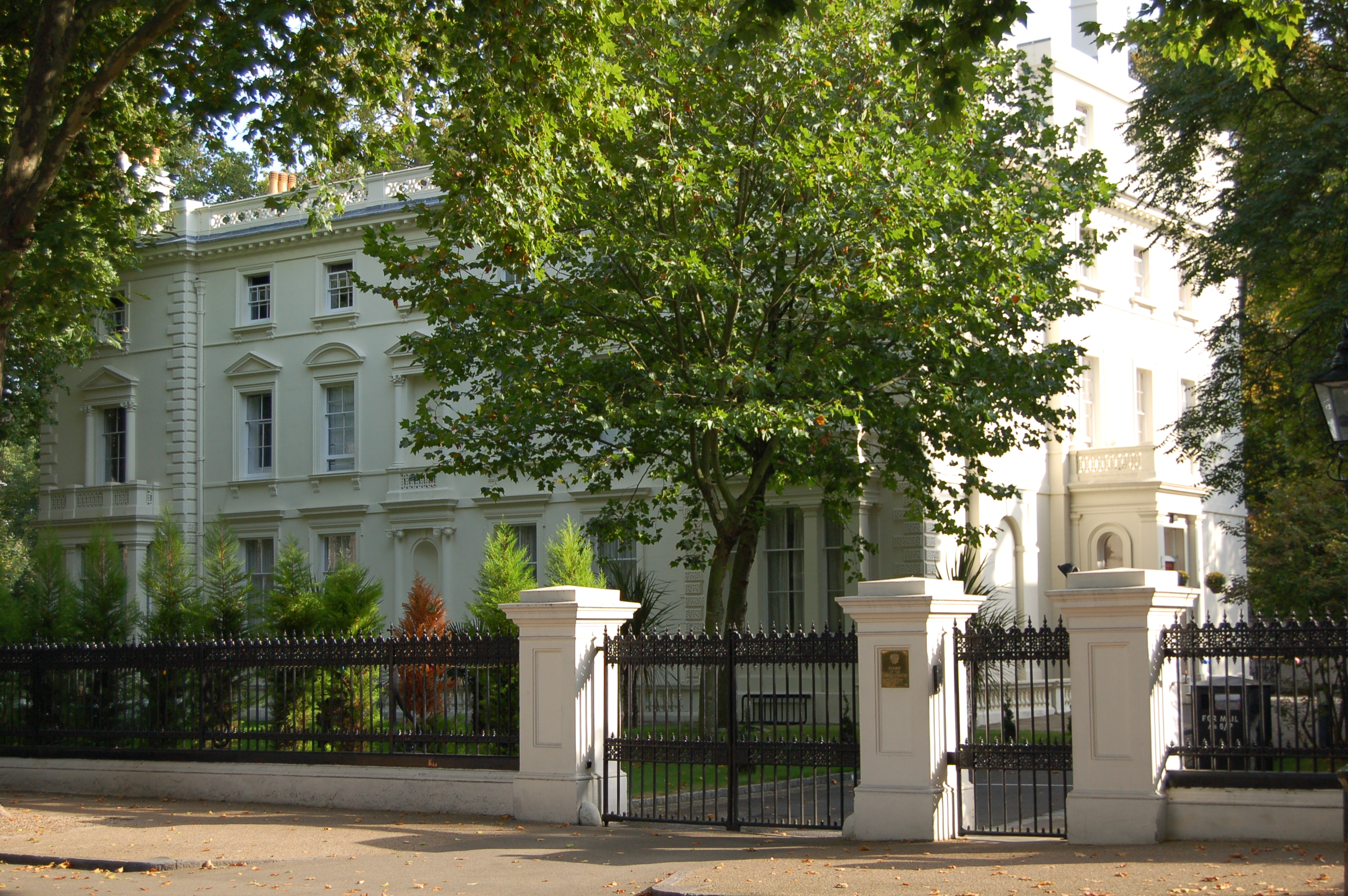
Russische Botschaft in London
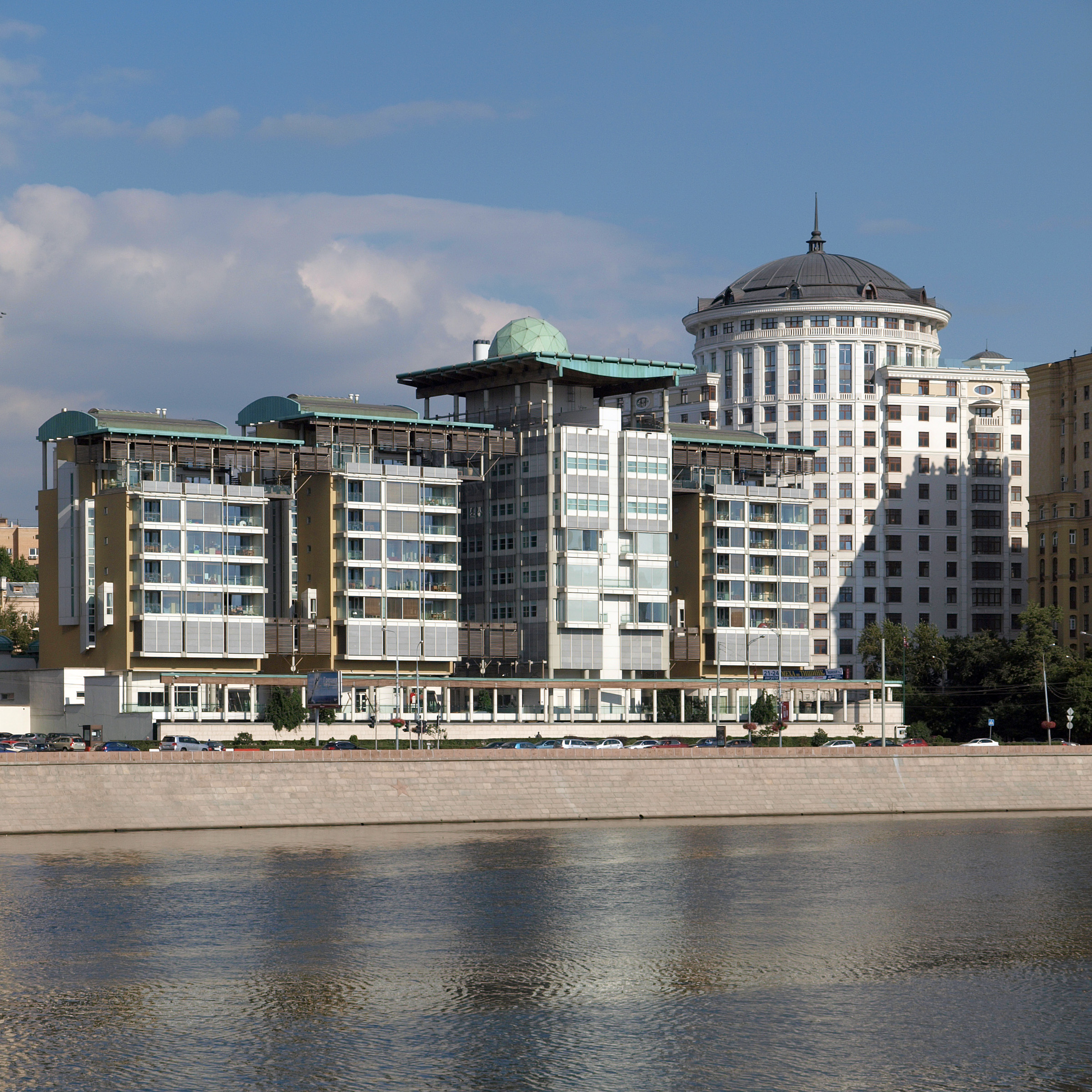
Britische Botschaft in Moskau